# РК Пик Сегед
Пик Сегед (мађ. Pick Szeged) је један од најуспешнијих мађарских рукометних клубова. Основан је 16. децембра 1961. године, а до сада је био 5 пута првак Мађарске и 8 пута освајач мађарског купа. Осим националних титула били су и освајачи ЕХФ купа 2014. године,  те четвртфиналисти Лиге шампиона 1997. и 2004. године и полуфиналисти Купа победника купова 1983, 1984, 1994. и Купа градова 1996. Боје клуба су црвена, плава и бела.
Ранија имена клуба су била Сегеди елере (Szegedi Előre), Сегеди Волан (Szegedi Volán) и Тиса Волан (Tisza Volán).

## Успеси
- Прва лига Мађарске:
  - Прваци (5): 1996, 2007, 2018, 2021, 2022.
  - Други (19): 1985, 1994, 2002, 2003, 2004, 2005, 2006, 2008, 2009, 2010, 2011, 2012, 2013, 2014, 2015, 2016, 2017, 2019, 2023.
  - Трећи (11): 1979, 1983, 1986, 1990, 1993, 1995, 1997, 1998, 1999, 2000, 2001.
- Куп Мађарске:
  - Освајачи (8): 1977, 1982, 1983, 1993, 2006, 2008, 2019, 2025.
  - Финалисти (18): 1996, 2000, 2002, 2003, 2004, 2005, 2009, 2010, 2012, 2013, 2014, 2015, 2016, 2017, 2018, 2020, 2023, 2024.
- ЕХФ Лига шампиона:
  - Четвртфиналисти (5): 1997, 2004, 2015, 2017, 2019.
- ЕХФ Куп победника купова:
  - Полуфиналисти (3): 1983, 1984, 1994.
- ЕХФ куп:
  - Освајачи (1): 2014.
- Куп градова:
  - Полуфиналисти (1): 1996.

## Тренутни састав
Од сезоне 2019/20.
| Голмани (GK) - 16 Роланд Миклер - 32 Мирко Алиловић - 52 Мартин Нађ Лева крила (LW) - 08 Јонас Калман - 10 Штефен Рафн Сигурмансон Десна крила (RW) - 17 Богдан Радивојевић - 24 Марио Шоштарић Пивоти (P) - 22 Матеј Габер - 27 Бенце Банхиди - 45 Миклос Роста | Леви бек (LB) - 09 Ричард Бодо - 15 Ник Хенигман - 21 Ален Блажевић Средњи бек (CB) - 14 Ђоан Кањелас - 44 Деан Бомбач - 89 Дмитри Житњиков Десни бек (RB) - 05 Хорхе Македа - 07 Лука Степанчић - 37 Станислав Кашпарек |

## Трансфери договорени за лето 2020. године
| - Борут Мачковшек (LB) (из Веспрема) | - Хорхе Македа (RB) (у Веспрем) |